# Biadki (gromada)
Biadki – dawna gromada, czyli najmniejsza jednostka podziału terytorialnego Polskiej Rzeczypospolitej Ludowej w latach 1954–1972.
Gromady, z gromadzkimi radami narodowymi (GRN) jako organami władzy najniższego stopnia na wsi, funkcjonowały od reformy reorganizującej administrację wiejską przeprowadzonej jesienią 1954 do momentu ich zniesienia z dniem 1 stycznia 1973, tym samym wypierając organizację gminną w latach 1954–1972.
Gromadę Biadki z siedzibą GRN w Biadkach utworzono – jako jedną z 8759 gromad na obszarze Polski – w powiecie krotoszyńskim w woj. poznańskim, na mocy uchwały nr 27/54 WRN w Poznaniu z dnia 5 października 1954. W skład jednostki weszły obszary dotychczasowych gromad Biadki i Chwaliszew oraz miejscowość Świnków i część osady Janów (niektóre parcele z karty 2 obrębu Janów) z dotychczasowej gromady Świnków ze zniesionej gminy Krotoszyn w tymże powiecie. Dla gromady ustalono 24 członków gromadzkiej rady narodowej.
1 stycznia 1970 do gromady Biadki włączono 320,27 ha z miasta Sulmierzyce w tymże powiecie
31 grudnia 1971 gromadę zniesiono, a jej obszar włączono do nowo utworzonej gromady Krotoszyn w tymże powiecie.